# Rico Mecklenburg

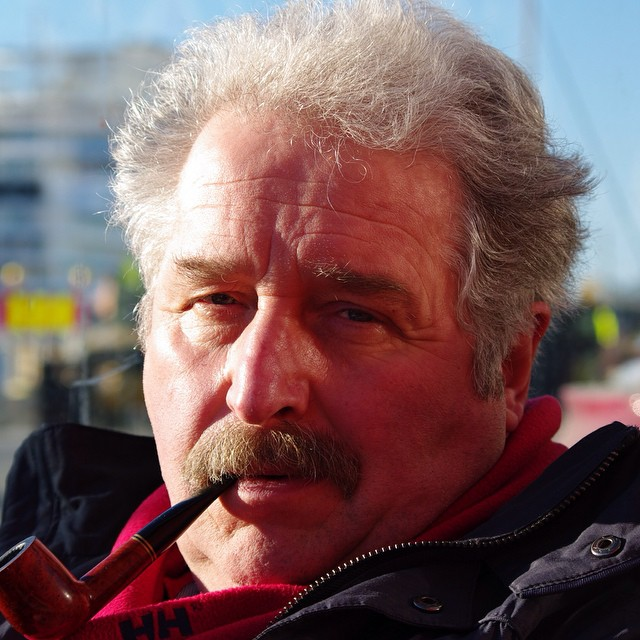
Rico Mecklenburg

Rico Mecklenburg (* 26. Januar 1949 in Oldenburg) ist ein deutscher Lehrer und Politiker aus der Stadt Emden in Ostfriesland. Er gehört der SPD an und ist seit dem 29. November 2014 der sechste Nachkriegspräsident der Ostfriesischen Landschaft.

## Leben
Mecklenburg erlangte im Jahr 1964 zunächst den Hauptschulabschluss in Oldenburg. Danach erlernte er in seiner Geburtsstadt bei der AEG bis 1967 den Beruf des Drehers. In den Jahren 1968 bis Dezember 1971 war Mecklenburg in Rotenburg (Wümme) Zeitsoldat bei der Bundeswehr als Hubschraubermechaniker. 1971 absolvierte er in Bremen als Berufsförderungsmaßnahme der Bundeswehr eine Ausbildung zum Flugzeugmechaniker. Danach arbeitete er bis 1973 bei den Vereinigten Flugtechnischen Werken in Varel. Auf dem zweiten Bildungsweg erlangte er die Hochschulreife, ehe er zunächst an der Pädagogischen Hochschule in Oldenburg und ab 1975 an der Carl von Ossietzky Universität Geschichte, technisches Werken und Politik auf Lehramt studierte. Seit dem Jahr 1976 war er als Lehrer an verschiedenen Schulen in Emden tätig, zuletzt als Rektor der Grund-, Haupt- und Realschule in Wybelsum. Seit Februar 2014 ist er pensioniert.
Mecklenburg ist seit seiner Berufsausbildungszeit gewerkschaftlich engagiert und war in der Jugend der IG Metall und als Betriebsjugendvertreter aktiv. Seit seiner Ausbildung zum Lehrer ist er Mitglied der Gewerkschaft Erziehung und Wissenschaft (GEW). Er war zudem beim Schulaufsichtsamt Emden im Personalrat und in den Jahren 1981 bis 2004 Vorsitzender des Gremiums. Außerdem ist er Mitglied der AWO KV Emden und der Gesellschaft für bildende Kunst und vaterländische Altertümer von 1820, kurz: 1820 die KUNST.
Im Jahr 1972 trat er der SPD bei. Von 1991 bis 2016 war er Mitglied im Rat der Stadt Emden, Ratsvorsitzender und ehrenamtlicher Bürgermeister. Der Landschaftsversammlung gehört er seit 2002 an. Dort war er Mitglied des Bildungsausschusses und seit 2009 als für Bildung zuständiger Landschaftsrat Mitglied des Kollegiums der Ostfriesischen Landschaft. Am 29. November 2014 wählten ihn die Mitglieder der Landschaftsversammlung als Nachfolger von Helmut Collmann zum Landschaftspräsidenten. Im November 2020 wurde er für eine weitere Amtszeit wiedergewählt.